# Інверсія (література)
Інве́рсія (лат. inversio — перевертання, переставляння) — одна зі стилістичних фігур поетичного мовлення, яка полягає у незвичному розташуванні слів у реченні з очевидним порушенням синтаксичної конструкції задля емоційно-смислового увиразнення певного вислову: «Умовляють серця перебої» (В. Еллан) — тут додаток і підмет вжиті не на своїх місцях задля акцентного підкреслення слова «серця».
Інверсія вживається переважно в ліриці. Деякі поети виявляють посилену схильність до інверсованих сполучень, що певною мірою визначають їхній мовний стиль:
Наче весни усміх перший є вірш і дівчина перша;
спомин — роса весняна, щастя забутого сон (Б.-І. Антонич).
Почасти інверсія, зумовлена вимогами віршового розміру, впливає на ритмомелодику поетичного твору, витворює своєрідні ритмічні нюанси, неможливі за нормативного синтаксичного ладу.